# クロアカコウモリ
クロアカコウモリ（Myotis formosus）は、コウモリ目（翼手目）・ヒナコウモリ科・ホオヒゲコウモリ属に分類されるコウモリの一種。

## 分布
アフガニスタン東部から中国西部にかけての地域、朝鮮半島、台湾、フィリピン、ジャワ島、バリ島、日本（対馬）に分布する。

## 特徴
前腕長45-50mm、頭胴長45-70mm、尾長43-52mm。体毛や飛膜、耳介などは橙色を帯びており、体色は派手である。
韓国では洞窟に、台湾では家屋に集団で集まり、ねぐらとしていることが確認されているが、日本での昼間のねぐらについては不明。出産は6-7月頃と考えられている。
対馬における記録は非常に少なく、迷い込んできた個体の可能性もある。1968年以降、本種に関する対馬での情報はなかったが、2006年9月に4個体が確認された。2023年7月にも確認、撮影された。日本における化石記録はない。
「ヒマラヤコウモリ」や「ツシマホオヒゲコウモリ」という和名で呼ばれたこともある。